# Eleccions legislatives belarusses de 2019
El 17 de novembre de 2019 es van celebrar eleccions legislatives a Belarús.

## Context
Les eleccions parlamentàries havien de celebrar-se a tot tardar el 6 de setembre de 2020. No obstant això, en el seu discurs anual a la nació del 19 d'abril de 2019, el president Aleksandr Lukaixenko va anunciar que se celebrarien en 2019. Lukaixenko va suggerir el diumenge 7 de novembre o el Dia de la Revolució d'Octubre com a possibles dates, no obstant això, les eleccions es van programar finalment per al 17 de novembre de 2019.

## Sistema electoral
Els 110 membres de la Cambra de Representants van ser elegits en circumscripcions uninominals mitjançant votació per majoria simple.

## Resultats
El 18 de novembre de 2019, la Comissió Electoral de Belarús va anunciar els resultats. Dels 110 diputats elegits, 89 eren independents i 21 eren membres de partits polítics. Pel que fa a l'orientació política, els 110 diputats electes es van comptar entre els partidaris del règim del president Lukaixenko. L'oposició no va aconseguir ni un sol escó al parlament.